# Blaison-Gohier

Blaison-Gohier este o comună în departamentul Maine-et-Loire, Franța. În 2009 avea o populație de 1,097 de locuitori.